# Союз ТМ-21
Союз ТМ-21 е пилотиран космически кораб от серията „Союз ТМ“ към станцията „Мир“ и 97-и полет по програма „Союз“.

## Екипаж

### При старта

#### Основен
- Владимир Дежуров (1) – командир
- Генадий Стрекалов (5) – бординженер
- Норман Тагард – космонавт-изследовател

#### Дублиращ
- Анатолий Соловьов – командир
- Николай Бударин – бординженер
- Бони Дънбар – космонавт-изследовател

### При кацането
- Анатолий Соловьов – командир
- Николай Бударин – бординженер

## Параметри на мисията
- Маса: 7150 кг
- Перигей: 200,86 км
- Апогей: 247,45 км
- Наклон на орбитата: 51,65°
- Период: 88,69 мин

## Описание на полета
„Союз ТМ-21“ извежда в орбита 18-а дълговременна експедиция на станцията „Мир“. Това е първият полет по съвместната руско-американска програма Мир-Шатъл. Това е първи полет на американски гражданин на борда на Союз и орбиталния комплекс Мир.
На 22 март екипажът на 17-а дълговременна експедиция се завръща на Земята, а Валерий Поляков поставя рекорд по продължителност на космически полет. На 11 април със станцията е скачен товарния космически кораб Прогрес М-27, с който на борда се доставят консумативи, оборудване и гориво. По време на полета са извършени пет излизания в открития космос. Първото е извършено на 12 май за монтаж на част от системата за ориентиране на слънчевите панели към електрическата система на модула Квант-2 и „сгъват“ три секции от слънчевите панели на модула Кристал. По време на второто излизане „сгъват“ окончателно панелите и ги прехвърлят към модула „Квант-2“. При третото те са включени към системите на станцията и започват да функционират нормално. Четвъртото и петото излизане не са съвсем истински, защото екипажа не напуска физически станцията. На 1 юни към челния скачващ възел на станцията се скачва модула Спектър. Един ден след това модулът е прескачен с помощта на автоматичния манипулатор за едно от радиалните гнезда срещу модула „Кристал“. Същото това гнездо е освободено на 28 май от модула „Кристал“, който е прехвърлен на подобно гнездо, разположено на 90° спрямо него.

### Космически разходки
| № | Участници                          | Начало                | Край                  | Продължителност    |
| - | ---------------------------------- | --------------------- | --------------------- | ------------------ |
| 1 | Генадий Стрекалов Владимир Дежуров | 12 май 1995 04:20 UTC | 12 май 1995 10:35 UTC | 6 часа и 15 минути |
| 2 | Генади Стрекалов Владимир Дежуров  | 17 май 1995 02:38 UTC | 17 май 1995 09:20 UTC | 6 часа и 42 минути |
| 3 | Генади Стрекалов Владимир Дежуров  | 22 май 1995 00:10 UTC | 22 май 1995 05:25 UTC | 5 часа и 15 минути |
| 4 | Генади Стрекалов Владимир Дежуров  | 28 май 1995 22:22 UTC | 28 май 1995 22:43 UTC | 21 минути          |
| 5 | Генади Стрекалов Владимир Дежуров  | 1 юни 1995 22:05 UTC  | 1 юни 1995 22:28 UTC  | 23 минути          |

На 4 юли към станцията се скачва совалката Атлантис. Това е първо скачване на совалка с орбиталния комплекс „Мир“. На борда на совалката се намират и членовете на 19-а основна експедиция на станцията „Мир“. След петдневен съвместен полет совалката се приземява с 18-а основна експедиция, а на борда на „Союз ТМ-21“ се приземява екипажа на 19-а основна експедиция.